# Mopar
Mopar (acronimo di MOtor PARts) è un'azienda produttrice di componenti per auto di Stellantis.

## Storia
Nata come divisione di Chrysler nel 1929 col nome di Chrysler Motor Parts Corporation, nel 1937 Mopar divenne un marchio autonomo all'interno dello stesso gruppo industriale (Chrysler Group, poi divenuto FCA US ). 

## Nella cultura di massa
Il termine, usato per la prima volta nel 1920, col passare del tempo ha assunto una valenza più ampia, riferendosi non solo ai pezzi di ricambio, ma alle auto stesse, dovuto al frequente uso che ne fanno gli appassionati per indicare tutti i modelli della casa e correlati, quindi Dodge, Plymouth, DeSoto, Imperial, più i modelli Jeep e AMC prodotti dopo il 1987, dopo l'acquisto dei due marchi da parte di Chrysler Group.
Per gli appassionati più stretti, comunque, il termine Mopar è più comunemente collegato alle muscle car degli anni 60 e primi anni 70 del XX secolo, come la Dodge Charger, la Plymouth Barracuda o la Dodge Challenger, mentre con meno frequenza viene associato a vetture di segmento diverso come alle berline o i fuoristrada, essendo questi legati ad un lato meno sportivo della produzione Chrysler.